# Józef Roszyński

Wappen von Józef Roszyński

Józef Roszyński SVD (* 18. August 1962 in Nidzica, Polen) ist ein polnischer Ordensgeistlicher und römisch-katholischer Bischof von Wewak auf Papua-Neuguinea.

## Leben
Józef Roszyński trat der Ordensgemeinschaft der Steyler Missionare bei und empfing am 30. April 1989 das Sakrament der Priesterweihe.
Am 6. Februar 2015 ernannte ihn Papst Franziskus zum Bischof von Wewak. Der Apostolische Nuntius auf Papua-Neuguinea, Erzbischof Michael Wallace Banach, spendete ihm am 25. April desselben Jahres die Bischofsweihe. Mitkonsekratoren waren der Erzbischof von Madang, Stephen Reichert OFMCap, und der Erzbischof von Port Moresby, John Ribat MSC.